# 能塚裕喜
能塚 裕喜（のうつか ゆうき、1990年5月9日 - ）は、日本の脚本家である。

## 経歴
福岡県出身。高校卒業後、渡米しディアンザカレッジで映画を学ぶ。帰国後、日本シナリオ作家協会の講座を受講し、脚本家となる。BLUE LABELに所属。

## 作品

### 映画
- 劇場版 ほんとうにあった怖い話 2017(2017)[2][3]
- チャットゾーン (2017)[4]
- ホラーちゃんねる(2019)[5][6]

### オリジナルビデオ
- 午前零時の恐怖劇場　絶叫篇(2015)[7][8]
- 深夜カフェ (2016)[9]
- 年下彼氏2

### テレビアニメ
- 名探偵コナン (2016 - )
- それいけ!アンパンマン（2022 - ）

### テレビドラマ
- ジモトに帰れないワケあり男子の14の事情（2021）
- 警視庁ゼロ係〜生活安全課なんでも相談室〜SEASON5（2021）
- 年下彼氏2（2024）